# Албозаджа
Албоза̀джа (на италиански: Albosaggia, на западноломбардски: Busàscia, Бузаша) е малко градче и община в Северна Италия, провинция Сондрио, регион Ломбардия. Разположено е на 490 m надморска височина. Населението на общината е 3146 души (към 2010 г.).